# Bernricht (Amberg)
Bernricht ist ein in der Oberpfalz gelegenes Dorf, das ein Gemeindeteil von Amberg ist.

## Lage
Der Ort befindet sich in der Region Oberpfälzer Jura und liegt in der nach der ehemaligen Gemeinde Ammersricht benannten Gemarkung. Bernricht selbst ist einer von 23 Ortsteilen der kreisfreien Stadt Amberg. Die Ortsmitte der Kernstadt liegt fünf Kilometer entfernt und Hirschau acht Kilometer.

## Verkehr
Die Staatsstraße 2040 verläuft am südlichen Ortsrand und die Bundesstraße 299 etwa eineinhalb Kilometer westlich des Dorfes.

## Kultur und Sehenswürdigkeiten

### Bauwerke
Am südwestlichen Ortsrand von Bernricht gibt es mit einem Bildstock ein denkmalgeschütztes Bauwerk.